# Triante

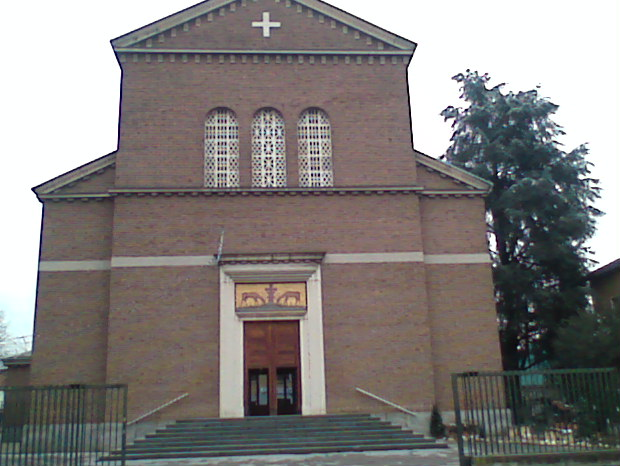
Kyrkan av Sacred Heart

Triante är ett distrikt i nordvästra delen av staden Monza i Italien, och hör administrativt till stadens District 4. Det finns 33 863 invånare i distriktet människor som är 27,88% av den totala befolkningen och deras medelålder är 44 år medan andelen personer över 65 år 22,51%. District 4 är den mest folkrika av alla distrikt i Monza, den intilliggande stadsdelen San Biagio, San Giuseppe och San Fruttuoso och korsas av Villoresi kanalen.